# Gare de Takatori
La gare de Takatori (鷹取駅, Takatori-eki) est une gare ferroviaire localisée dans la ville de Kobe, dans la préfecture de Hyōgo au Japon. La gare est exploitée par la compagnie JR West, sur la ligne Sanyō (Ligne JR Kobe). Le numéro de gare est JR-A66.

## Situation ferroviaire
Établie à 13 mètres d'altitude, la gare de Takatori est située au point kilométrique (PK) 5.1 de la ligne Sanyō.

## Histoire
Le 1er avril 1900, la gare est ouverte par la Sanyo Railway. Un mois auparavant, l'usine Takatori était inaugurée. Le nom de la gare lui vient du nom de l'usine qui a été construite afin de faciliter le déplacement des travailleurs de l'usine du lieu de travail au domicile. Le 17 janvier 1995, la gare est fermée à cause du séisme de 1995 à Kobe. En 2003, la carte ICOCA devient utilisable en gare.
En 2014, la fréquentation journalière de la gare était de  8 107 personnes
| 2010  | 2011  | 2012  | 2013  | 2014  |
| 7 782 | 7 912 | 7 925 | 8 203 | 8 107 |

## Service des voyageurs

### Accueil
La gare dispose d'un guichet, ouvert tous les jours de 7 h à 20 h, de billetterie automatique verte pour l'achat de titres de transport pour shinkansen et train express. La carte ICOCA est également possible pour l’accès aux portillons d’accès aux quais.

### Desserte
La gare de Takatori est une gare disposant d'un quai et de deux voies. La desserte est effectuée par des trains locaux.
On trouve également au même endroit, le terminal de fret de Kobe.
| N° de voie | Ligne     | Direction                   |
| ---------- | --------- | --------------------------- |
| 1          | A JR Kôbe | Nishi-Akashi - Himeji       |
| 2          | A JR Kôbe | Sanomiya -Amagasaki - Ôsaka |

### Intermodalité
Un arrêt de bus du réseau de la ville de Kobe est également disponible près de la gare.
La gare permet d'accéder à plusieurs lieux remarquables :
- L'Aquarium public Suma de Kobe
- La bibliothèque municipale Suma de Kobe
- L'histoire du film japonais Un garçon nommé H (少年Ｈ?) se passe près de la gare de Takatori